# Corcorax melanorhamphos
Il gracchio alibianche o gracchio australiano (Corcorax melanorhamphos (Vieillot, 1817)) è un uccello passeriforme della famiglia dei Corcoracidae, unica specie ascritta al genere Corcorax Lesson, 1831.

## Etimologia
Il nome scientifico di questi uccelli deriva interamente dal greco: Corcorax deriva da κόραξ (korax, "corvo"), mentre melanorhamphos deriva dall'unione delle parole μήλανος (mèlanos, "nero") e ράμφος (rhamphos, "becco"), col significato di "corvo dal becco nero", in riferimento all'aspetto ed alla colorazione di questi uccelli.

## Descrizione

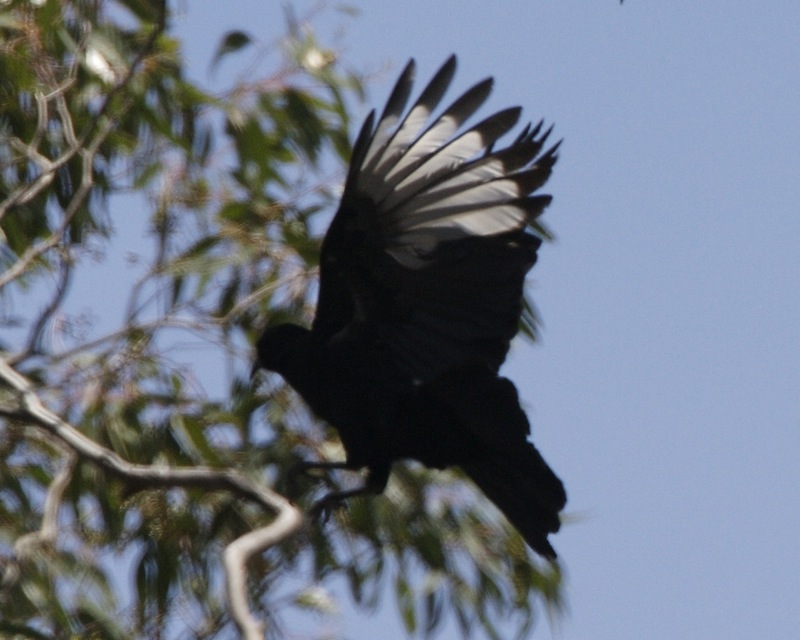
Esemplare nel Parco nazionale Brisbane Ranges lascia vedere l'inconfondibile bianco delle ali.

Misura circa 44–50 cm di lunghezza, per 280-425 g di peso.

### Aspetto
Come intuibile dal nome comune, il gracchio australiano ha un aspetto che ricorda molto quello dei gracchi dell'emisfero boreale: corpo robusto, testa piccola, lungo becco leggermente ricurvo e zampe forti. Nel proprio range di residenza, esso viene spesso confuso col corvo australiano (leggermente più grande) e la gazza australiana (leggermente più piccola).

Il piumaggio è completamente nero: fanno eccezione le remiganti primarie, il cui terzo distale è nero, mentre i due terzi prossimali sono di un caratteristico colore bianco (da cui il nome comune di "gracchio alibianche"), che rende l'animale inconfondibile in volo. Anche becco e zampe sono neri, mentre gli occhi sono di colore rosso, che diviene più vivido quando l'animale è ecciatato o nervoso. Non è presente dimorfismo sessuale esterno.

## Biologia

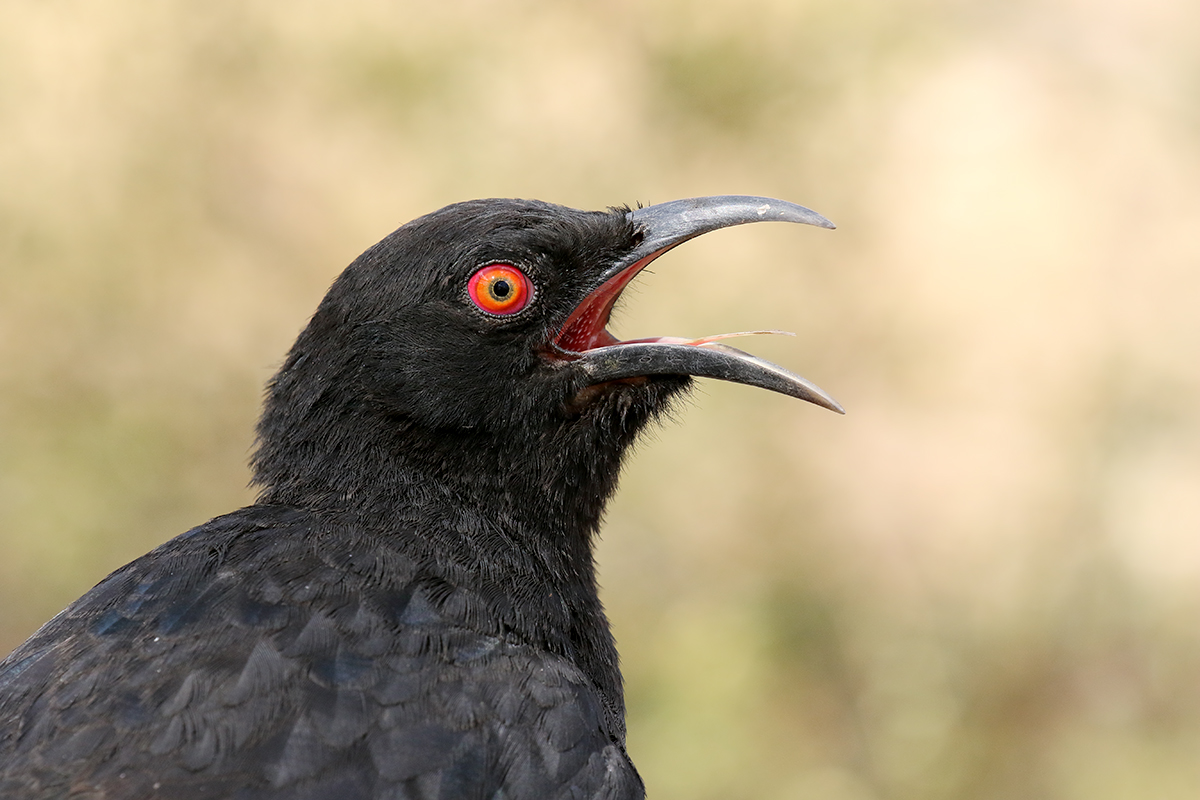
Gracchio alibianche emette il richiamo.

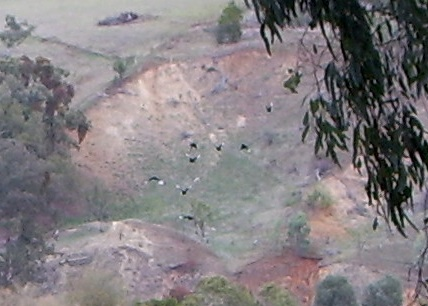
Gruppo di gracchi alibianche in volo: questi uccelli volano solo se costretti.

I gracchi australiani sono uccelli diurni, dalle abitudini gregarie: essi vivono in gruppi di 4-20 esemplari, guidati da una coppia alfa i cui figli delle varie nidiate compongono la restante parte dello stormo. Questi uccelli, pur essendo perfettamente in grado di volare (mostrando volo costituito da un lenti battiti d'ali e lunghe planate, similmente ai grossi corvidi), sono molto legati al suolo, dove passano la maggior parte della giornata scandagliando metodicamente il terreno alla ricerca di cibo, muovendosi con un passo molto caratteristico e tenendosi in costante contatto mediante un inconfondibile richiamo bitonale ripetuto due volte ed emesso ogni 5 secondi circa.

I gruppi occupano territori molto estesi (anche mille ettari, i cui limiti non vengono tuttavia difesi aggressivamente e anzi spesso si sovrappongono con quelli dei territori di altri gruppi: al loro interno, essi percorrono vari chilometri al giorno, allo scopo di trovare il cibo, volando sugli alberi solo se disturbati o all'imbrunire, per passarvi la notte.

### Alimentazione

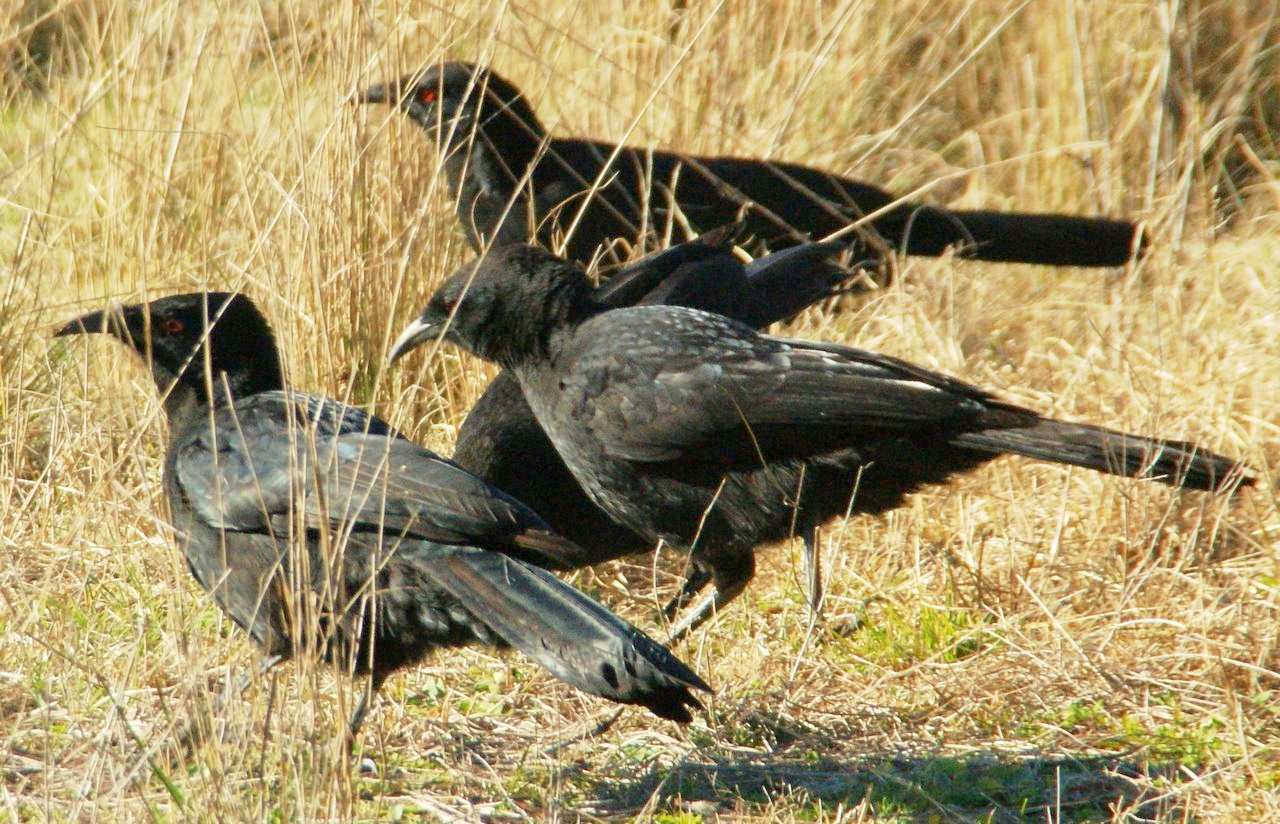
Gruppo di gracchi alibianche al suolo: si tratta di uccelli gregari.

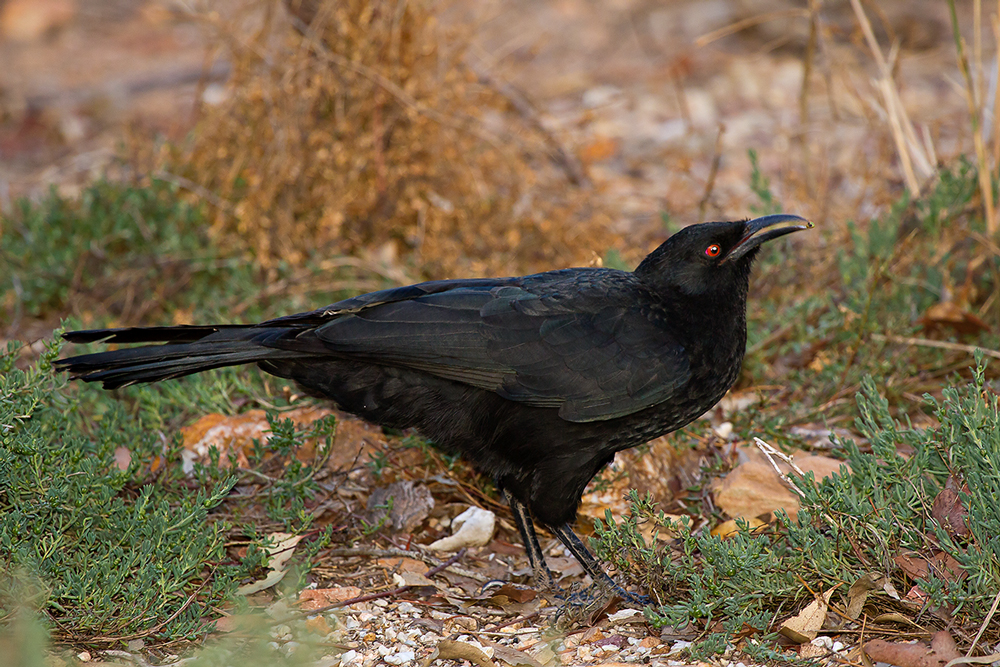
Esemplare si nutre al suolo.

Si tratta di uccelli onnivori, che si nutrono un po' di tutto ciò che riescono a reperire durante i propri spostamenti: essi ricercano il nutrimento al suolo, spostando sassolini, foglie e detriti per mettere allo scoperto il cibo.
La dieta dei gracchi alibianche si compone perlopiù di insetti ed altri invertebrati (millepiedi, centopiedi, lumache), piccoli vertebrati, ma anche semi maturi di numerose piante (Poaceae, Gahnia grandis, Atriplex, Epacris, Hibbertia, Solanum, Acacia, Exocarpos, oltre alle introdotte Cirsium arvense, C. vulgare, Lonicera fragrantissima, Convolvulus, Oxalis) e bacche (Cotoneaster, Crataegus e pomodorini): nonostante questi uccelli siano stati osservati nutrirsi anche di pezzi di frutta lasciati dall'uomo nelle mangiatoie per uccelli, non esistono osservazioni in natura che ne mostrino la ricerca e l'assunzione di frutta.
Nelle aree antropizzate o frequentate da turisti, i gracchi alibianche perdono la propria timidezza e si avvicinano senza paura all'uomo, attratti dalla possibilità di ottenere del cibo extra.

### Riproduzione
La stagione riproduttiva cade fra agosto e dicembre: sebbene la procreazione in sé sia appannaggio unico della coppia dominante (unica a potersi accoppiare e deporre), tutto il gruppo collabora nell'evento riproduttivo.

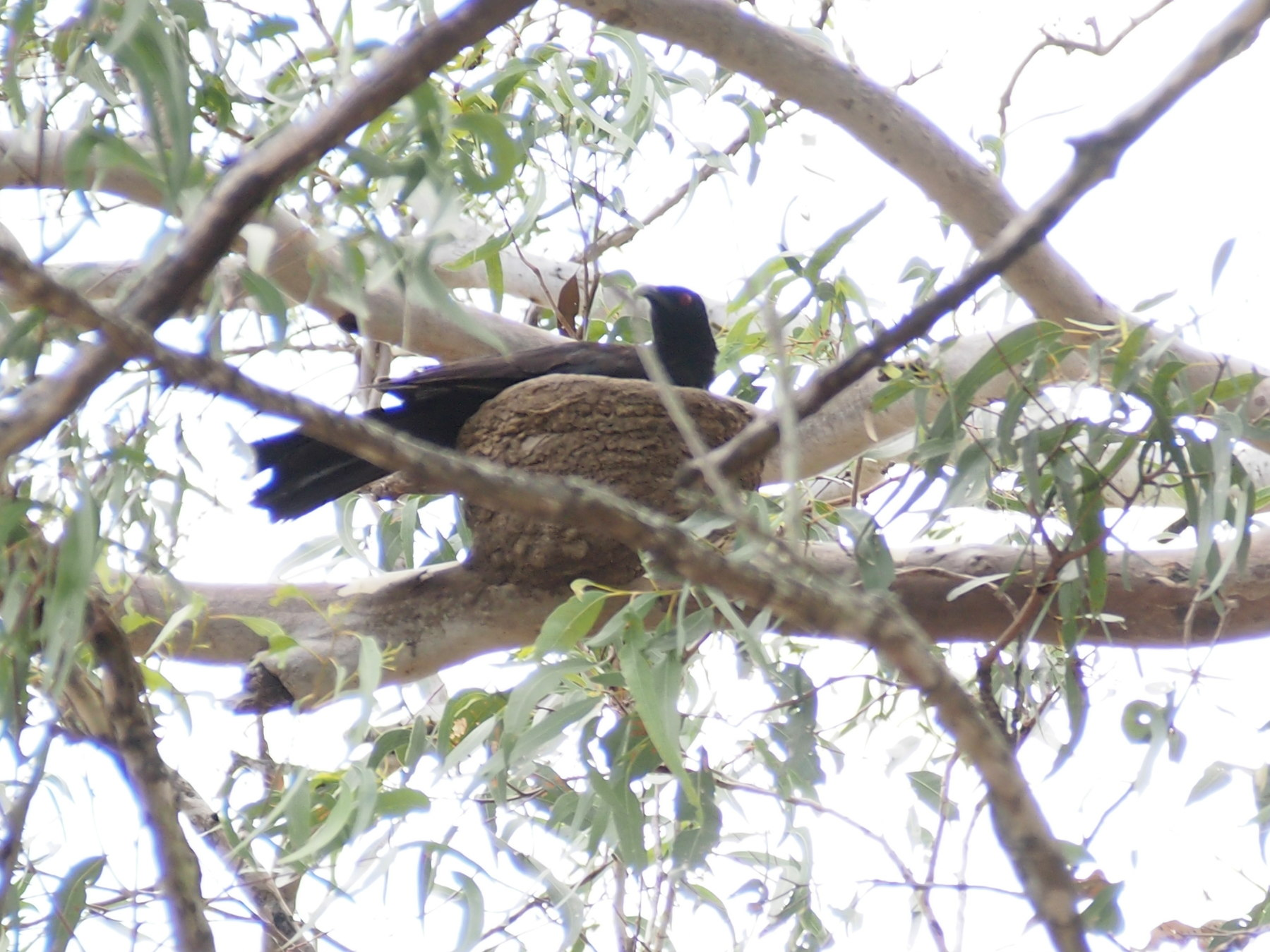
Esemplare sul nido.

Sono infatti tutti i membri del gruppo ad occuparsi di reperire il materiale per la costruzione del nido, che è una struttura globosa fatta di rametti e fibre vegetali legati fra loro con fango essiccato, posizionata a una biforcazione di un ramo attorno ai dieci metri dal suolo: esiste un'osservazione di gracchi australiani che pare abbiano utilizzato per la deposizione un nido di gazza australiana, tuttavia non essendo stata osservata la fase di costruzione del nido non è stato acclarato se esso fosse stato già occupato (con conseguente "sfratto" dei precedenti inquilini) oppure se si trattasse invece semplicemente di un nido dalla forma inusuale.

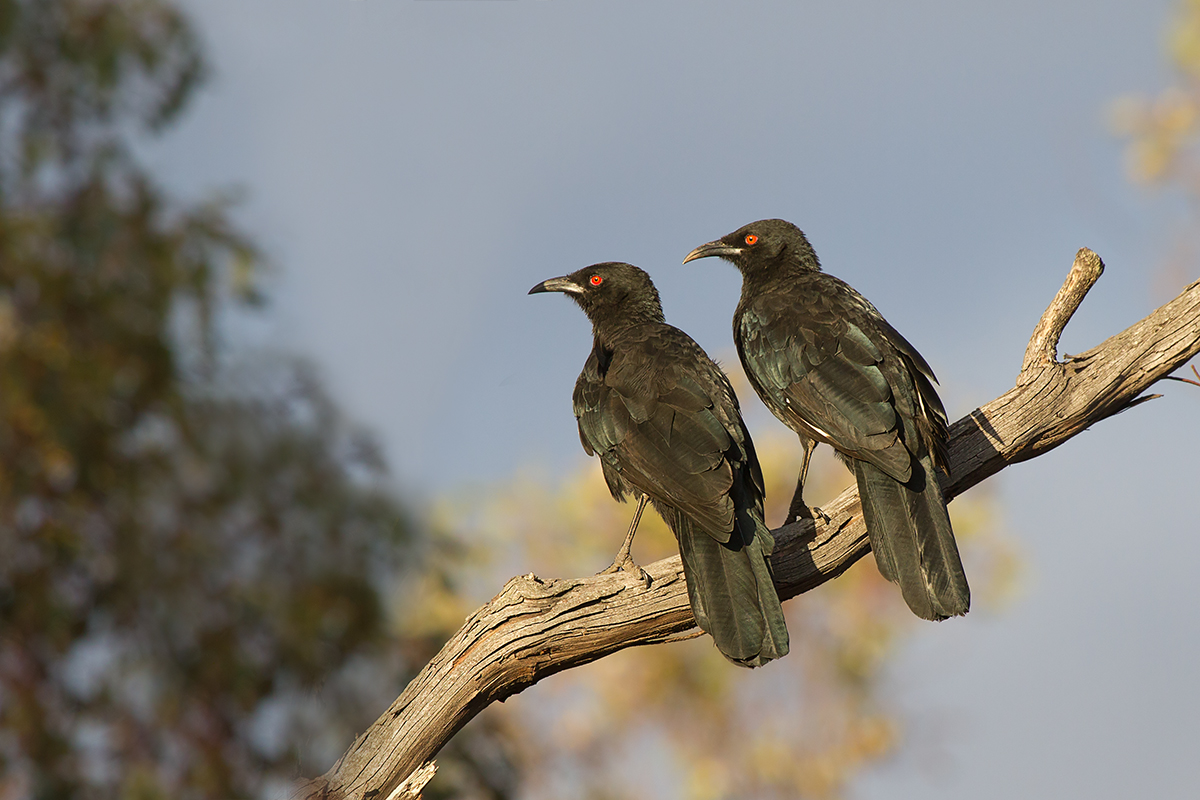
Coppia su un ramo: solo la coppia dominante può riprodursi nell'ambito di un gruppo.

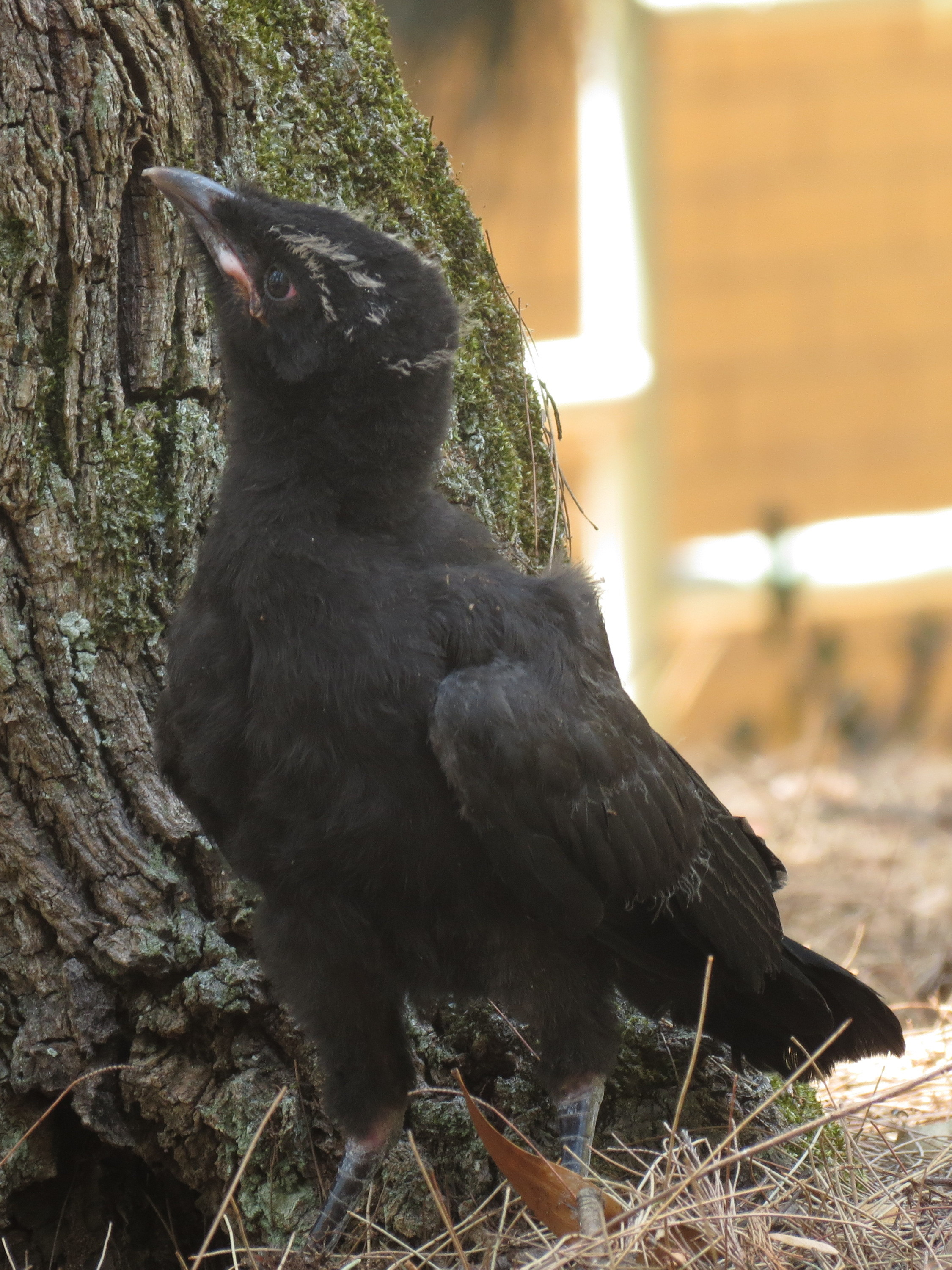
Giovane al suolo.

All'interno del nido, la femmina alfa depone 3-5 uova grandi circa 30x40 mm e di color crema con sparse maculature bruno-malva, che vengono covate a turno da tutti i membri del gruppo, che si alternano anche nella guardia del nido. La cova dura circa tre settimane, al termine delle quali nascono pulli ciechi ed implumi dei quali si occupa tutto il gruppo, tenendo il nido pulito, stando a guardia dei dintorni e reperendo il cibo:  soprattutto i membri più giovani del gruppo, tuttavia, in caso di scarsità di risorse tendono a fingere di reperire il cibo e portarlo ai nidiacei, salvo poi sottrarre loro il cibo già portato dai membri più anziani.
I nidiacei sono molto lenti nella crescita e, sebbene possano involarsi già attorno alle quattro settimane dalla schiusa, non raggiungono l'indipendenza prima del settimo mese di vita: un così lungo apprendistato serve loro per imparare dagli adulti i trucchi per sopravvivere nell'inospitale bush australiano. Anche una volta adulti, i giovani tendono a rimanere nel proprio gruppo di nascita, aiutando a loro volta i propri genitori (che rappresentano la coppia dominante) nei successivi eventi riproduttivi.
Durante il periodo riproduttivo, i gracchi australiani divengono più marcatamente territoriali, presidiando e difendendo accanitamente la parte centrale del proprio territorio di appartenenza dagli intrusi ed organizzando apposite ronde: questo perché in questa specie è piuttosto diffuso il rapimento dei giovani da parte degli altri gruppi, oltre che il pericolo di predazione da parte di altre specie specializzate, come i currawong.

## Distribuzione e habitat

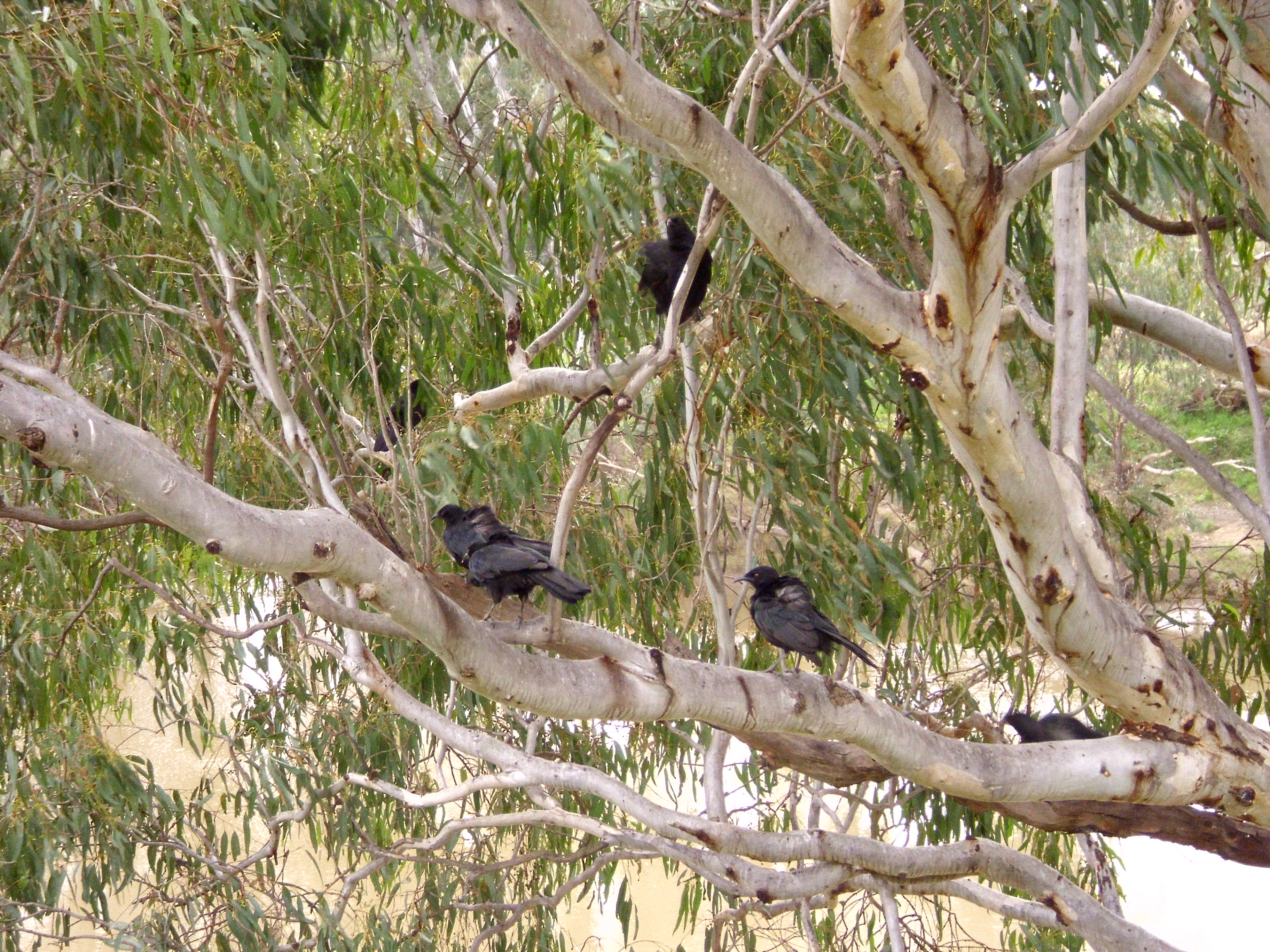
Gruppo su un eucalipto.

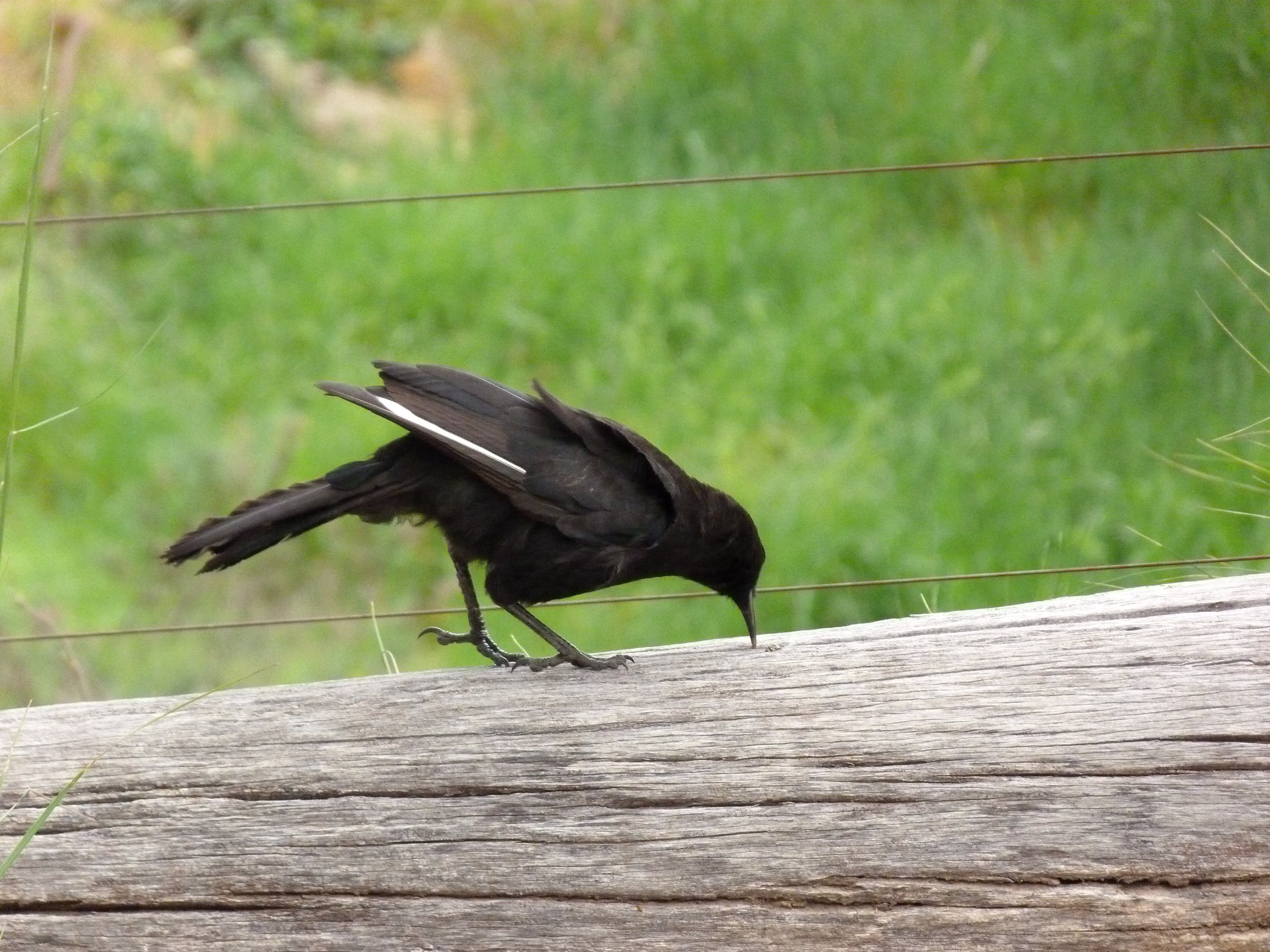
Esemplare a Canberra: questi uccelli hanno beneficiato della presenza dell'uomo.

Il gracchio australiano, come intuibile dal nome, è endemico dell'Australia, di cui occupa la porzione orientale, nell'area compresa grossomodo fra Townsville e Adelaide, oltre che nella penisola di Eyre.
L'habitat di questi uccelli è rappresentato dalle aree aperte con presenza sparsa di alberi (principalmente eucalipti) ed arbusti, che non devono comunque essere troppo fitti, oltre che di almeno una fonte d'acqua permanente: questi uccelli hanno dimostrato di saper beneficiare della presenza dell'uomo, colonizzando anche le aree agricole e quelle suburbane.

## Tassonomia

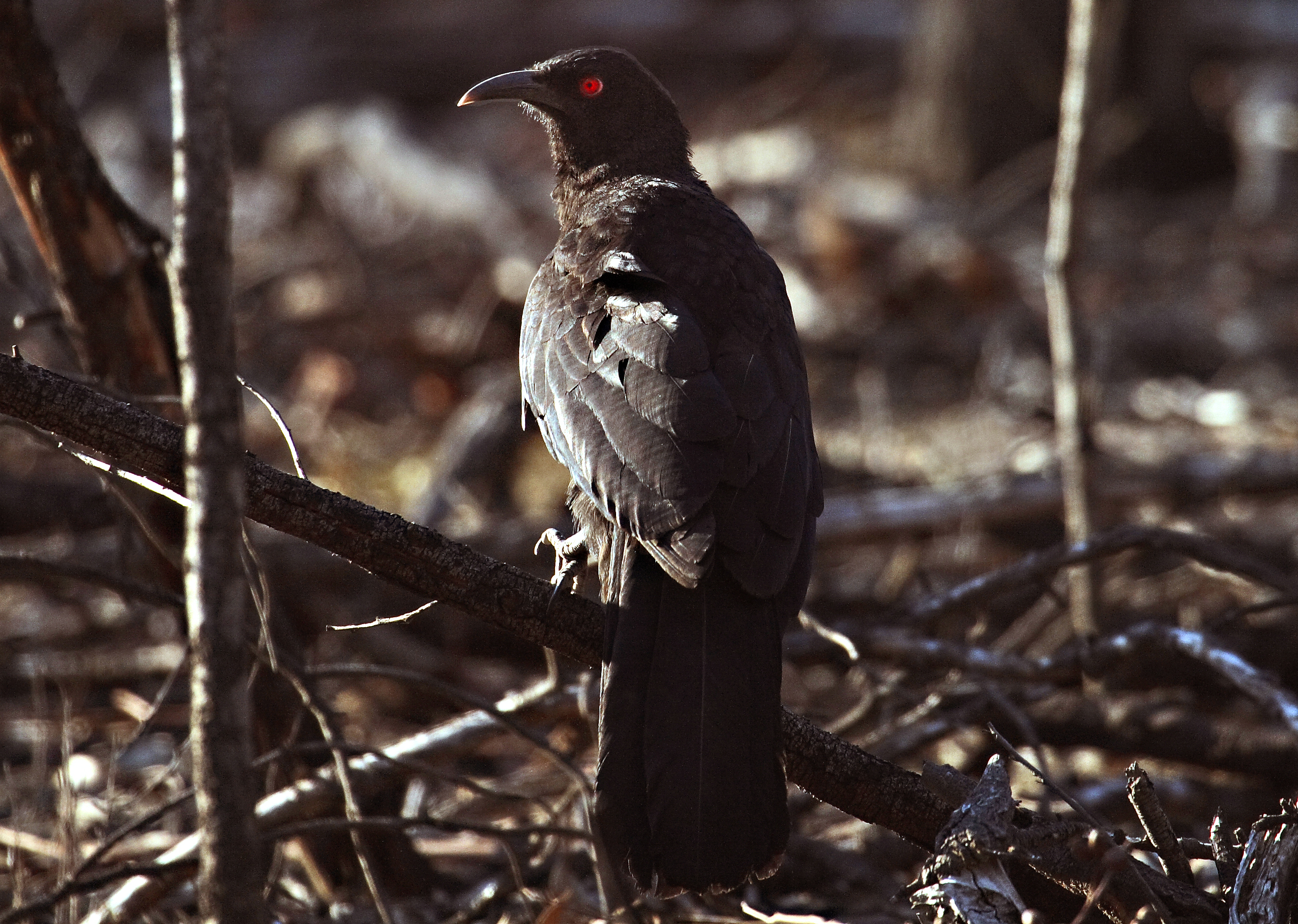
Esemplare della sottospecie nominale nel Victoria.

Il gracchio alibianche venne descritto scientificamente da Louis Pierre Vieillot, che assegnò a questo uccello il nome di Coracia melanorhamphos. Nel 1820, tre anni dopo la sua classificazione, Coenraad Jacob Temminck riclassificò il gracchio alibianche col nome di Pyrrhocorax leucopterus, sottintendendone una stretta parentela coi gracchi: in realtà, tale classificazione si basava semplicemente su dati morfologici frutto di convergenza evolutiva, essendo stato appurato in tempi più recenti che non sussiste alcun legame di stretta parentela fra i gracchi boreali ed il gracchio australiano. Nel 1830, René-Primevère Lesson assegnò questa specie al genere Corcorax col nome di C. australis, e solo nel 1912 essa ottenne il nome scientifico che conserva ancora oggi.
Se ne riconoscono due sottospecie:
- Corcorax melanorhamphos melanorhamphos, la sottospecie nominale, diffusa nella maggior parte dell'areale della specie;
- Corcorax melanorhamphos whiteae Mathews, 1912, diffusa nella porzione sud-occidentale dell'areale occupato dalla specie;

La specie viene talvolta considerata monotipica, in virtù della scarsa differenziazione fra le due sottospecie: alcuni, invece, ne riconoscerebbero una terza sottospecie, Corcorax melanorhamphos subniger dell'area di Melbourne, generalmente considerata un sinonimo della sottospecie nominale.